# Bharlutia
Bharlutia là một chi bướm đêm thuộc họ Galacticidae.